# Stretea, Hunedoara
Stretea este un sat în comuna Dobra din județul Hunedoara, Transilvania, România.